# Villaescusa de Roa
Villaescusa de Roa es una localidad y un municipio situados en la provincia de Burgos, comunidad autónoma de Castilla y León (España), comarca de La Ribera, partido judicial de Aranda, ayuntamiento del mismo nombre.

## Geografía

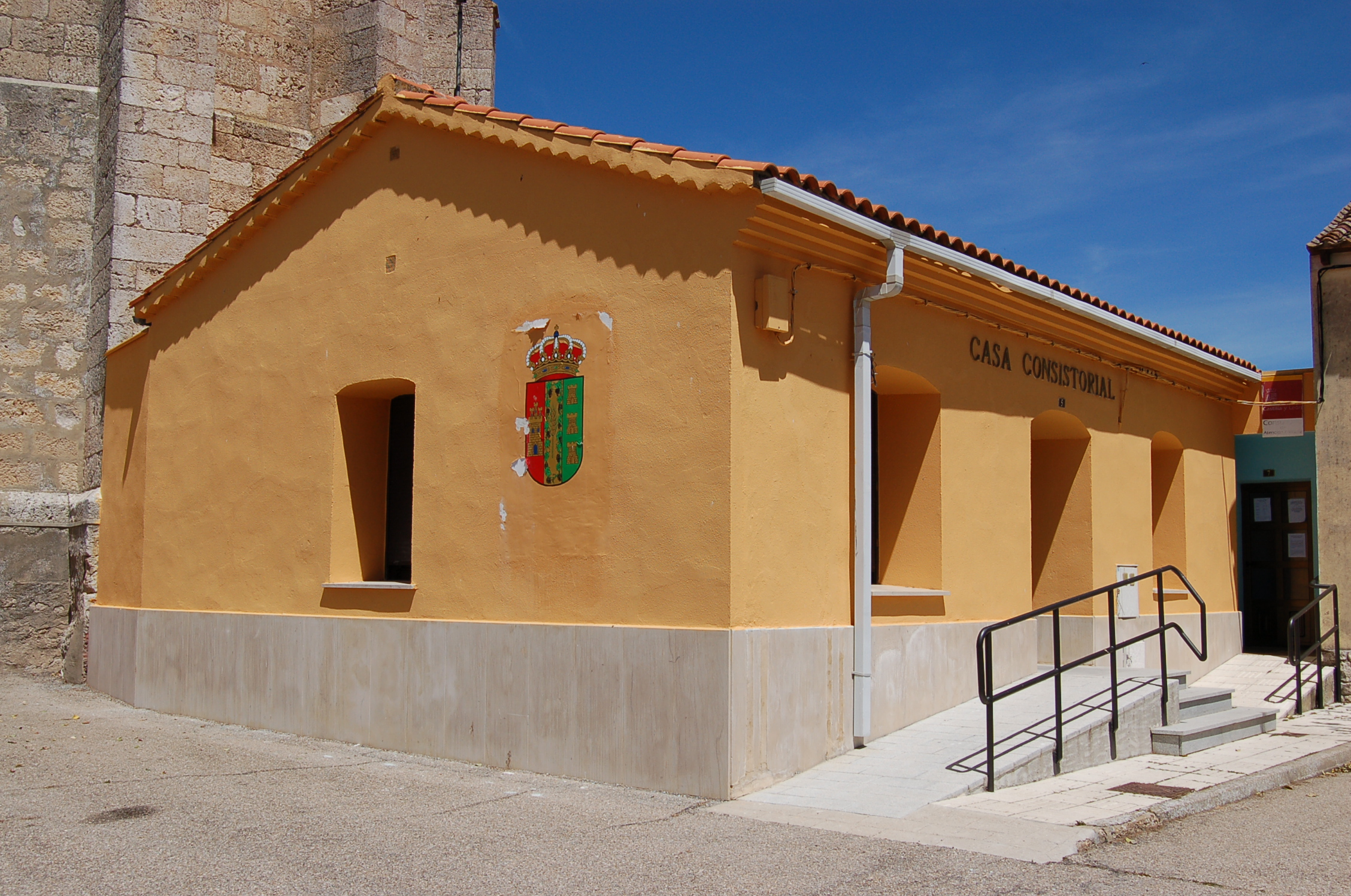
Casa consistorial

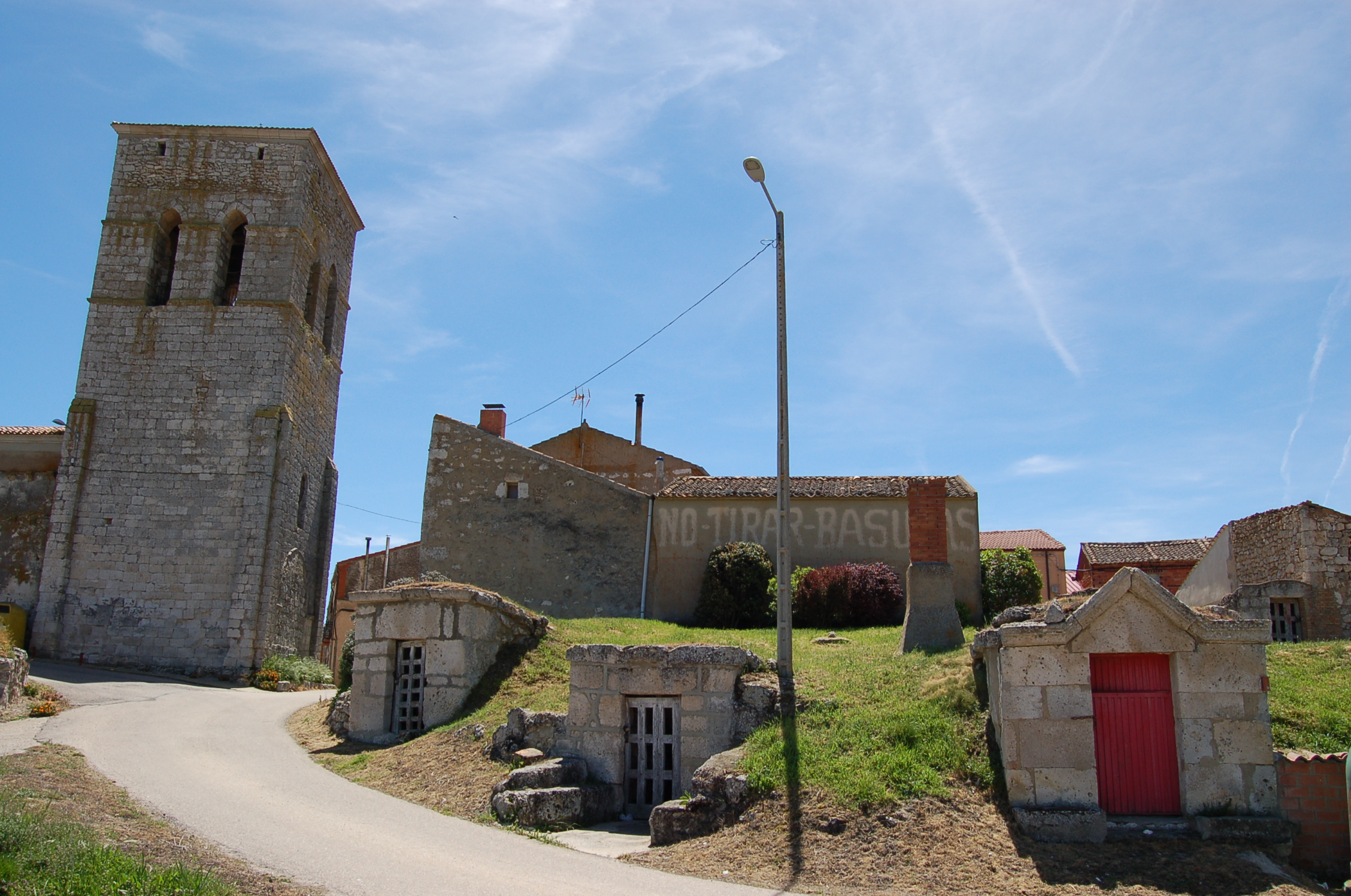
Iglesia y bodegas

Tiene un área de 17,50 km² con una población de 166 habitantes (INE 2007) y una densidad de 9,49 hab/km². Se encuentra en el sur de la provincia de Burgos, a 10 km de Roa.

## Historia
En el Censo de Vecindarios de la Corona de Castilla realizado en 1591 se denominaba Villaescusa, pertenecía a la Tierra de Roa, incluida en la provincia de Burgos. La comunidad contaba con 1569 vecinos pecheros, correspondiendo 563 a la capital.
A Villaescusa le viene el nombre porque se dice que en la antigüedad era una villa donde siempre ponían excusas para no pagar los impuestos.
Las fiestas patronales son alrededor del 20 de agosto por la celebración de San Mamés.

### Siglo XIX
Así se describe a Villaescusa de Roa en la página 122 del tomo XVI del Diccionario geográfico-estadístico-histórico de España y sus posesiones de Ultramar, obra impulsada por Pascual Madoz a mediados del siglo XIX:

VILLAESCUSA DE ROA

Lugar con ayuntamiento en la provincia, audiencia territorial, capitanía general de Burgos (14 leguas), partido judicial de Roa (1 1/2), diócesis de Osma (16).
Situado al borde de una altura que da entrada a un páramo; goza de buena ventilación, y clima frío, pero sano, y sujeto a catarros y afecciones de pecho.
Tiene 40 casas de mala construcción y distribución interior, formando calles irregulares de mala policía; un pósito con 30 fanegas de trigo; escuela de instrucción primaria común a ambos sexos; una iglesia parroquial servida por un cura párroco y un sacristán; próximo a la población se halla una fuente de buenas aguas para el surtido y uso común del vecindario, y otra para abrevadero de ganados, llamada la Charca.
El término confina N Guzmán; E Boada; S Valcavado, y O Encinas.
El terreno es árido, de secano y pedregoso; hay un monte que solo produce leñas.
Los caminos son locales.
Producciones: cereales, legumbres y vino; cría ganado lanar, y caza menor.
Población: 40 vecinos, 148 almas.

Capital productivo: 240.000 reales. Imponible: 20.558. Contribución: 3.842 reales 8 maravedíes.

## Demografía
Villaescusa de Roa cuenta con una población de 92 habitantes (INE 2024).
| Gráfica de evolución demográfica de Villaescusa de Roa entre 1842 y 2021                                              |
| |
| Población de derecho según los censos de población del INE. Población de hecho según los censos de población del INE. |

| 1991 |  | 1996 |  | 2001 |  | 2004 |  | 2007 |  | 2011 |
| ---- |  | ---- |  | ---- |  | ---- |  | ---- |  | ---- |
| 192  |  | 182  |  | 169  |  | 169  |  | 166  |  | 136  |

## Parroquia
Iglesia católica de San Mamés Mártir, dependiente de la parroquia de Guzmán en el arciprestazgo de Roa, diócesis de Burgos.